# 維新の嵐
『維新の嵐』（いしんのあらし）は、1988年6月に日本の光栄から発売されたPC-9801用リコエイションゲーム。
光栄によるシミュレーションゲームとロールプレイングゲームを融合させた独自のゲームジャンル「リコエイションゲーム」のシリーズ第1作。プレイヤーは幕末に実在した人物の1人となって日本全国の思想的統一を果たし、自分の思想なりの明治維新を成就させることを目指す。
開発は光栄が行い、プロデューサーはシブサワ・コウ、音楽はパソコン用ソフト『三國志』（1985年）や『信長の野望・全国版』（1986年）を手掛けた菅野よう子、『信長の野望・戦国群雄伝』（1988年）を手掛けた山本光男が担当している。
1989年にPC-8801、FM77AV、MSX2、X1に移植された他、1990年にFM-TOWNS、X68000、ファミリーコンピュータに移植された。1997年にはセガサターンおよびPlayStationにてリメイク版が発売された。PC-8801版以降ではゲームの仕様がかなり異なる。
後に続編となるWindows用ソフト『維新の嵐 幕末志士伝』（1998年）、ニンテンドーDS用ソフト『維新の嵐 疾風龍馬伝』（2010年）が発売された。

## 概要
1988年当時PCゲームの主流はPC-88であったが、ゲームのボリュームの問題からか16ビット機であるPC-98専用として発売された。しかし後日PC-88VAでも同仕様で発売された。
このPC-98版についてはハンドブックも発売されず、PC-98版そのままの形ではコンシューマに移植されないままできたが、約15年を経てコーエー25周年記念パックのVol.1にも復刻版で収録され、後にコーエー定番シリーズで単品発売もされている。
2017年より「シブサワ・コウ アーカイブス」シリーズの第4弾としてSteamよりダウンロード販売で配信されている。
すべての基本コマンド（移動、攻撃、説得、情報、機能等）に時間制限があり、遅れると入力を受け付けず、次のターンに移行する。体力が0でない限り、1日に4回（朝、昼、夕、夜）まで行動することができる。
マップは日本全国を地方ごとに分け、さらにエリアごとに分けられているためかなり広い。「駕籠屋」「港」を使うと有料ではあるがエリアを飛ばし、地方ブロックで移動可能（ただし一方通行が多い。例えば江戸から大阪へ港移動できるが、大阪からは別の目的地へ設定されている）。
- マップを移動する際に、有名な名所等を通過すると、グラフィックが表示された。五稜郭、松島、鶴ヶ城、日光東照宮、矢切の渡し、日本橋、江戸の花火（8/15限定）、富士山、佐渡金山、名古屋城、神宮（伊勢神宮）、那智の滝、法隆寺、京都、五山の送り火（8/15限定）、大坂、琵琶湖、天橋立、鳥取砂丘、出雲大社、厳島神社、秋吉台、鳴門の渦潮、金刀比羅宮、桂浜、グラバー邸、阿蘇山、桜島の28枚。
- 江戸、京都等の都市マップ内の風呂屋では、女湯を覗くことができる。ただし、たまに老婆ばかりで、体力が減少する場合もある。
- 各地の鉱山では、鉱夫として働くことができ、発掘に成功すると所持金が数百両増加する。
- 要人を操作しているときに、全く身に覚えのない女から、「父の仇」と言われることがある。その場合、付近の武士が女の手助けに入り、要人対同志の戦闘モードとなる。
- 山賊に襲われている女から助けを求められ、要人対同志の戦闘モードとなることがある。
- 公議派または尊王派の要人または身分が浪人の場合、関所ヘックス、奉行所ヘックス、新撰組屯所ヘックスに入ると捕縛されることがある。拷問されることとなり、体力が持てば解放されることもあるが全ての同志を失う。全ての体力を失えば死亡となる。また、拷問中に罪状を告白すると、打ち首となり死亡する（専用グラフィックも存在する）。
- 特定の寺院ヘックスでは「富くじ」を販売しており、一攫千金のチャンスが発生する。
- 賭場ヘックスでは、丁半の賭博ができる。
- 遊郭に通い詰めると、花魁を拝めるようになる。
- 山ヘックスに進入した際、時折「土砂崩れ」が発生し体力が大幅に減少する。

## ゲーム内容

### システム
説得活動や武力を用いて13の雄藩の国体思想を自分と同じ思想に統一することを目標とする。国体思想には「尊王」・「公議」・「佐幕」の3種類がある。国体思想とは別に国外思想というものもあり、「開国」、「攘夷」の2種類がある。
「説得による雄藩の思想統一」というゲームの基本コンセプトはどの国体思想の人物を選んでも同様であるが、最終的な手段は思想により異なる。
- 佐幕思想…全雄藩の国体思想を統一（長州藩を武力征伐）し、天皇に面会する。
- 尊王思想…全雄藩の国体思想を統一（会津藩を武力征伐）し、将軍に面会する。
- 公議思想…全雄藩の国体思想を統一し、天皇と将軍に面会する。（武力征伐の必要はなく、説得のみで統一できる）

なお、尊王と公議思想の場合には、江戸城第一部隊を撃破して武力討幕という形でも終了できる（ただし、コーエー定番シリーズではエンディングが流れない終了となる）。
シナリオは3本であるが、PC-98版以外は2つに集約されている。
- シナリオ1 新時代の幕開け　嘉永6年（1858年）1月28日
- シナリオ2 長州の攘夷実行　文久3年（1863年）5月10日
- シナリオ3 明治維新の戦乱　慶応3年（1867年）11月15日

次の場合にはゲームオーバーとなる。
- プレイヤー要人が死亡し、ユーザー要人が居ないとき。
- プレイヤー要人の国体思想（尊王・公議・佐幕）が転向させられ、ユーザー要人が居ないとき。
- ゲーム内時間で明治9年12月30日になっても勝利条件を達成できない場合（「外国艦隊が攻めてきて、日本は諸外国の植民地になった」と表示されて終了）

### 雄藩の思想
雄藩の思想は、藩主、家老、重臣の思想により決定されるが、藩主の思想が最も重い比率となっている。本ゲームでの雄藩(家名)と初期状態での思想は次の通り。ただし長州藩は佐幕思想に、会津藩は尊王思想になることはない。また、このゲームにおける雄藩の定義は特に明確にされていない（幕末の四賢侯の一人である伊達宗城が治める宇和島藩は入っていない、幕府に発言力のある御三家の紀州藩も入っていないなど）。
- 薩摩（島津） - 公議（シナリオ1）、尊王（シナリオ2・3）
- 佐賀（鍋島） - 公議
- 長州（毛利） - 尊王
- 土佐（山内） - 公議
- 芸州（浅野） - 尊王
- 彦根（井伊） - 佐幕
- 桑名（松平） - 佐幕
- 尾張（徳川） - 公議
- 福井（松平） - 公議
- 水戸（徳川） - 尊王
- 会津（松平） - 佐幕
- 長岡（牧野） - 佐幕
- 仙台（伊達） - 佐幕

### 説得システム
本作での「説得」は「賄賂」「脅迫」「理論」「威圧」「本音」といった説得方法の中から相手によって有効な方法を選択し、スペースキー・リターンキー連打で説得するアクション要素を取り入れたシステムになっている。リターンキー連打で気合いが一定値貯まると、一定時間一方的に説得することができる（このアクションにおいて連打し過ぎてキーを叩き壊すプレイヤーも多数いた）。
説得方法の威力は、プレイヤー要人の所持金（賄賂に影響）、剣道値・武力（脅迫に影響）、学力（理論に影響）、同志数・身分（威圧に影響）、魅力（本音に影響）の数値によって決まる。特に所持金が無いと、「賄賂」での説得はできない。説得方法は一回の説得フェイズで数回変更可能であるが、説得相手よりプレイヤー要人のレベルが高いと、変更できる回数は少なくなる。
要人をプレイヤー要人が「信頼」について説得し、信頼度が80を超えると、その要人は「ユーザー要人」となり、プレイヤーが操作できるようになる。ただし、国体思想が変化すると「ユーザー要人」ではなくなり、操作することができなくなる。国体思想の異なる領地に滞在した場合に、武士が国体思想について説得しに来ることがあり、この場合ユーザー要人とほぼ同等のレベルを持った武士として設定される傾向にある（説得方法変更回数で判断できる）ので、注意が必要である。ユーザー要人が他の要人を心服させることもできるが、その場合はプレイヤー要人のユーザー要人とはならない。
要人の実力は「レベル」で表現される。要人のレベルとしては、小規模大名藩主でレベル5、中規模大名藩主でレベル15-18、雄藩大名藩主でレベル26-33前後である。プレイヤー要人またはユーザー要人のレベルが面会希望要人のレベルより低いと、面会できない確率が高くなる。また、たとえ面会して説得フェイズに移行できたとしても、途中で席を立たれる場合や、血圧が高くなり斬りかかってくることがある。
また、極端に国外思想「攘夷」が高い要人に、国外思想「開国」の高い人間が説得しようとすると、説得フェイズに移行する前に斬りかかられ、戦闘となる。
要人対要人、要人対同志等の戦いは、2Dの剣撃アクションゲームとなる。攻撃方法は、剣道でいうところの「面」、「突き」、「胴」の3種類。戦闘時間は60分までである。10分間経過した後、リターンキーを押すことで逃亡が可能（ただし、プレイヤーが操作していること、説得モードから移行した戦闘ではないことが条件）。

### 能力鍛錬
プレイヤー要人及びユーザー要人については各能力値を上昇させることができる。
- 武力…兵学及び砲学の学問所と海軍所（長崎と大坂のマップ内にある）で訓練する。
- 剣道値…各所の道場で訓練する。
- 学力…各地の学問所・藩校で訓練する
- 体力…訓練はできない。
- 魅力…戦闘に巻き込まれた際に「自分で戦う」を選択すると上昇する。各地の料亭で食事をした場合に「つりはとっておけ」の表示が出た場合にも上昇する。遊郭で花魁が出ると上昇する。
- 同志数…マップ内を徘徊する「武士」、「志士」、「僧」、「町人」を「同志」説得し、成功すると増える。公議派及び尊王派ではマップ内の神社に行き「おお、同志よ、共に戦おう」と表示された場合にも同志数が増える。最大で200人まで。各地の村ヘックスで「おらもついていくだ」というセリフとともに村人が同志に加わることがある。大名家に仕える武士の場合、藩士から重臣に昇格することで同志数が30人増える。また、重臣から家老に昇格することで同志数が100人増える。

学問所・藩校では学力が伸びるが、同時に思想も変化する。学問所が「国学」の場合には要人の尊王思想・攘夷思想が増加し、佐幕思想・開国思想が減少する。「儒学」の場合には佐幕思想・攘夷思想が増加し、尊王思想・開国思想が減少する。「蘭学」の場合には、開国思想が増加し、攘夷思想が減少する。藩校の場合には公議思想・開国思想が増加し、尊王思想・佐幕思想・攘夷思想が減少する。海軍関係施設では武力と共に開国思想も上昇する。

### 藩政について
藩主を心服させユーザー要人とすると、その藩の藩政を仕切ることができる（藩の思想が違っていても藩主さえ心服させれば藩政を実行できる）。月替わりに内政（開墾・治水・訓練・編成）を実行できるとともに、第一部隊と第二部隊を操作することができる。第一部隊は藩の守備隊ともいえる部隊で、城ヘックスから動くことは不可能である。第二部隊は外征することができる。川ヘックスは通り抜けできないが、海ヘックスには移動可能。思想の違う藩に侵入すると攻撃される。また、他の藩の部隊が自藩内に侵入すると、自動的に郷士隊が編成されるが、この部隊は操作することができない。第二部隊が全滅すると自動的に100-500人程度の規模で自藩内に第二部隊が作成される。部隊の規模は9999人までとなっている。他の藩の第一部隊を殲滅すると、その藩を占領することとなる（支藩となる）。もちろん幕府直轄地を占領することも可能である。更に人事を行って、家老・重臣・藩士 の身分入れ替えが出来る。つまり、ユーザー要人が藩士の場合、所属する藩主を心服させると自分の身分を上げることが出来る。ただし、昇格（降格）は月に1段階のみで、藩士から家老にするには最低2ヶ月かかり、家老・重臣には定員がある。

## 設定

### マップ構成
以下のヘックスで、当時の日本の地形・町並みを表している。
地形
- 道…一般的な道。最も体力消費が少なく通行できる。
- 橋…川にかかっている橋。道と同じく最も体力消費が少なく通行できる。
- 草原…道、橋よりも体力を消費して通行可能。
- 田んぼ…道、橋よりも体力を消費して通行可能。
- 低い山…体力をかなり消費して通行可能。まれに山崩れが発生し、原体力が一気に減少する。
- 高い山…通行不可能。
- 浅瀬…通行不可能な川や湖。
- 海…軍隊のみ通行可能。軍隊は港を使うことが出来ないので、海を通行して渡海する。CPUが操作する軍隊は他のヘックスから海ヘックスには侵入しない。ただし、マップが切り替わる際に最初から海ヘックスに配置される場合（プレイヤーの軍隊が海ヘックスにいる場合）があるが、その場合海ヘックスから動けなくなることがある（プレイヤーの軍隊がマップからいなくなると解消される）。

施設
- 城…その地域をおさめる藩を所轄する城。かならず第一部隊が駐屯している。江戸城には将軍が必ず居る。なお、大名自身が治める城では大奥が存在し、「和歌」、「学問」、「剣道」、「お茶」、「おつとめ」をすることが出来る。
- 屋敷…4タイプのヘックスがあり、要人が居る場合がある。
- 民家…通行できるが、とくに何もすることはない施設。
- 商店…特産品の売買ができる施設。著名な商人など要人がいる場合がある。
- 風呂屋…「ゆ」の文字で表されており、僅かながら体力を回復できる。ごくまれに減少する。
- 宿屋…宿泊すると、一日の行動が終了する施設（一泊十両）。ただし、宿泊後でも要人が説得にやってくる場合がある。
- めし屋…食事をすると体力が僅かに回復する（一食十両）。まれに魅力がアップする。
- 遊郭…芸者遊びをする施設。花魁が登場する（一回二十両）。まれに魅力がアップする。
- 医者…減少した原体力を回復できる施設。もちろんダメージに応じた金が必要。
- 道場…剣道値をアップさせることが出来る施設。まれに著名な剣豪である要人（千葉周作など）が居る。
- 学校…主に学力をアップさせることが出来る施設。国学、儒学、兵学、砲学、蘭学のいずれかひとつを教えている。
- 寺…普段は特に何もないが、まれに富くじを売っていることがある。
- 神社…公議思想、尊王思想の要人が立ち寄ると同志数が増加する場合がある。佐幕思想の要人が立ち寄ると戦闘が発生する場合がある。
- 洋館…2タイプのヘックスがあり、まれに著名な外国商人（グラバーなど）が居る場合がある。
- 賭博場…丁半の賭博をすることが出来る。まれに著名な任侠人（清水次郎長など）がいる場合がある。
- 奉行所…町の奉行所。公議、尊王思想の（プレイヤーが操作する）要人は捕縛される可能性がある。
- 新撰組…京都-8マップにある。公議、尊王思想の（プレイヤーが操作する）要人は捕縛される可能性がある。ただし、シナリオ1の段階では存在しない。
- 海軍所…大阪、長崎のマップにある。武力をアップさせることが出来る。ただし、大阪の海軍所はシナリオ1の段階では存在しない。
- 皇居…天皇が居る施設。
- 藩校…江戸、萩、高知、鹿児島マップにある学校。学力をアップさせることが出来る（同時に公議思想、開国思想もアップ）。
- 町の入り口…江戸、横浜、京都、大阪、萩、下関、長崎、鹿児島、高知の町マップへの入り口。
- 港…行き先固定の船着き場。ただし海援隊結成メンバーは行き先を指定できる。
- 駕篭…行き先固定の駕篭屋。
- 村…商売、医者、宿屋、料亭などがある。
- 渡し船…大きな川に存在する渡河施設。増水により頻繁に足止めをくらう。
- 鉱山…羽後-7、佐渡-1、飛騨－4、但馬-1、石見-1マップに存在する。鉱山で働き金を掘り当てると数百両の収入が得られる施設。一回につき体力を50消費する。
- 関所…箱根などにある通行検閲施設。公議、尊王思想の（プレイヤーが操作する）要人は捕縛される可能性がある（大名、家老、重臣除く）。
- 工場…1860年9月15日の工場制手工業のイベントとともに、下野－3、上野－4、駿河-2マップに存在する施設。この施設では特に何も出来ない。

### 諸藩一覧
| 藩名   | 藩主       | 家老                | 重臣                                    | 国体 | 国外 | 民情 | 治水 | 石高 | 金米 | 鉄砲 | 第一 | 第二 | 郷士 |
| ------ | ---------- | ------------------- | --------------------------------------- | ---- | ---- | ---- | ---- | ---- | ---- | ---- | ---- | ---- | ---- |
| 会津藩 | 松平容保   | 西郷頼母 萱野権兵衛 | 神保修理                                | 佐幕 | 攘夷 | 61   | 53   | 161  | 182  | 5000 | 7800 | 6630 | 5850 |
| 幕府本 | 徳川家定   |                     | 永井尚志 岩瀬忠震 小栗忠順 大久保一翁   | 佐幕 | 開国 | 62   | 67   | 148  | 178  | 3200 | 9600 | 7680 | 6624 |
| 土佐藩 | 山内容堂   | 吉田東洋            | 武市半平太 福岡孝弟 佐々木高行 小南五郎 | 公議 | 開国 | 42   | 43   | 128  | 148  | 2500 | 6800 | 5576 | 4896 |
| 唐津藩 | 小笠原長国 | 小笠原長行          |                                         | 公議 | 開国 | 42   | 51   | 62   | 87   | 800  | 1300 | 1070 | 910  |
| 対馬藩 | 宗義和     | 平田大江            | 大浦教之助                              | 佐幕 | 開国 | 32   | 39   | 58   | 53   | 541  | 900  | 720  | 630  |
| 佐賀藩 | 鍋島閑叟   |                     | 大木喬任                                | 公議 | 開国 | 64   | 51   | 118  | 125  | 1250 | 3000 | 2400 | 2100 |
| 熊本藩 | 細川斉護   | 長岡監物            | 横井小楠 宮部鼎蔵                       | 尊王 | 攘夷 | 38   | 42   | 78   | 69   | 1200 | 1500 | 1200 | 1050 |
| 薩摩藩 | 島津斉彬   | 島津久光 島津図書   | 島津豊後                                | 公議 | 開国 | 68   | 52   | 148  | 187  | 4500 | 8000 | 6400 | 5600 |

## 登場人物

### 主人公
選択できるプレイヤー要人は以下の通り。
- 佐幕派
  - 小栗忠順
  - 松平容保
  - 井伊直弼（シナリオ1のみ）
  - 近藤勇（シナリオ2のみ）
  - 河井継之助（シナリオ3のみ）
- 公議派
  - 坂本龍馬
  - 勝海舟
  - 島津斉彬（シナリオ1のみ）
  - 松平慶永（シナリオ2と3のみ）
- 尊王派
  - 西郷隆盛
  - 桂小五郎
  - 吉田松陰（シナリオ1のみ）
  - 高杉晋作（シナリオ2のみ）
  - 岩倉具視（シナリオ3のみ）

坂本龍馬は海援隊を結成できる。海援隊を結成するためには長岡謙吉、近藤長次郎、新宮馬之助、池内蔵太、陸奥宗光の5人の要人を心服させる必要がある。後述のPC-88版に比べ結成はかなり難しくなっているが、港を無料で使用でき、さらに通常は港ごとに決められている行き先を自由に選択可能になり、行き先の港が遠い近いに関係なく1日で移動出来るようになる。また、身分も家老扱いとなる。
井伊直弼では、安政の大獄を実行することができるが、その引き替えに1860年3月3日に桜田門外の変が必ず起こり、江戸にいるとプレイヤー要人といえども死亡する。井伊直弼が死亡した場合、ユーザー要人がいればゲームを続行できるが、彦根藩を操作することは出来なくなる。
西郷、桂と並んで維新三傑の一人である大久保利通ではプレイできない。ただし、ユーザー要人（プレイヤー要人の説得によりプレイヤー要人への信頼が80以上の要人。プレイヤーが操作できる。）として心服させたあと、プレイヤー要人を死亡あるいは思想を転向させ、跡を引き継がせることは可能である。松平容保等藩主であるプレイヤー要人を選択すると、いきなりレベル26からプレイできる。
佐幕派や開国派の要人は、河上彦斎や岡田以蔵などから命を狙われることがしばしば発生する。尊王派の要人は新撰組や佐々木只三郎や今井信郎などから狙われやすい。

### 登場ユニット
メイン画面に登場するユニットは、以下のものが存在する。ユニットと同時に表される数字は、軍隊以外は同志数、軍隊は兵士数の1/10の数字である。なお、天皇と将軍はユニットとしては表示されない。
- 要人…このゲームで名前を与えられている幕末の人物。苗字の最初の文字で表される。絵柄は様々である。例として、大名クラスが山吹色の袴、奉行・家老・重臣クラスが紫色の羽織、幕臣・藩士が水色の羽織、浪人・志士・海援隊・奇兵隊・新撰組が灰色の羽織で描かれる。
- 武士・志士…「武」・「志」で表される。その地域の藩論に設定されていて、プレイヤー要人・ユーザー要人を説得または襲撃に来る。そのレベルは様々であり、プレイヤー要人よりも高いレベルで説得しに来る場合もある。要人が同志として説得できる。
- 農民…「農」で表される。自ら説得には来ない。要人が同志として説得できる。ごくまれに襲撃に来る。
- 町人…「町」で表される。自ら説得には来ない。要人が同志として説得できる。ただし、まれに金をせびることがあり、要求をのまなかった場合には戦闘となる。
- 女…「女」で表される。説得しに来ることはない。要人が同志として説得することは出来ない。ごくまれに「父の敵」といって戦闘を仕掛けてくる場合がある。
- 僧侶…「僧」で表される。プレイヤー要人・ユーザー要人を説得に来る。また、攘夷思想が多く、開国思想の要人は斬りかかられることがある。
- 学者…「学」で表される。プレイヤー要人・ユーザー要人を説得に来る。思想は様々。要人が同志として説得できる。
- 外人…「外」で表される。プレイヤー要人・ユーザー要人を説得に来る。思想は様々。
- 同心…「同」で表される。江戸や京都等大都市のマップで出現する。説得には来ない。まれに「怪しい奴め、ちょっと番所まで来て貰おうか」と言って、要人を捕縛することがある。大名、幕臣等も捕縛対象となる。
- 公家…「公」で表される。プレイヤー要人・ユーザー要人を説得に来る。思想は様々。
- 軍隊…第一部隊、第二部隊、郷士隊がある。第一部隊、第二部隊は所属する藩の名称の先頭の文字で表される。郷士隊は「郷」で表される。第一部隊は所属する城から動けない。第二部隊はプレイヤーが動かすことが出来、要人と違い海ヘックスも移動可能。郷士隊は他国の軍隊が領内に侵入した場合にのみ編成され、プレイヤーが操作することは出来ない。

## 他機種版

### 一覧
| No. | タイトル                                | 発売日         | 対応機種               | 開発元         | 発売元         | メディア                           | 型式                           | 備考            | Ref.                    |
| --- | --------------------------------------- | -------------- | ---------------------- | -------------- | -------------- | ---------------------------------- | ------------------------------ | --------------- | ----------------------- |
| 1   | 維新の嵐                                | 1989年4月      | PC-8801                | 光栄           | 光栄           | フロッピーディスク                 | NFKN17010                      |                 |                         |
| 2   | 維新の嵐                                | 1989年11月     | FM77AV                 | 光栄           | 光栄           | フロッピーディスク                 | FUKN19009                      |                 |                         |
| 3   | 維新の嵐                                | 1989年11月30日 | MSX2                   | 光栄           | 光栄           | フロッピーディスク ロムカセット    | MXKN12015 (FD) MXKN12017 (ROM) |                 |                         |
| 4   | 維新の嵐                                | 1989年         | X1                     | 光栄           | 光栄           | 5インチフロッピーディスク          | -                              |                 |                         |
| 5   | 維新の嵐                                | 1990年3月1日   | FM-TOWNS               | 光栄           | 光栄           | CD-ROM                             | FWKN14003                      |                 |                         |
| 6   | 維新の嵐                                | 1990年4月14日  | X68000                 | 光栄           | 光栄           | 5インチフロッピーディスク          | SJKN13011                      |                 |                         |
| 7   | 維新の嵐                                | 1990年9月15日  | ファミリーコンピュータ | 光栄           | 光栄           | 3メガビット+128キロRAMロムカセット | KOE-XK                         |                 |                         |
| 8   | 維新の嵐                                | 1997年9月25日  | セガサターン           | 光栄           | 光栄           | CD-ROM                             | T-7645G                        | リメイク版      |                         |
| 9   | 維新の嵐                                | 1997年12月11日 | PlayStation            | 光栄           | 光栄           | CD-ROM                             | SLPS-01158                     | リメイク版      |                         |
| 10  | コーエー25周年パックVol.1               | 2003年8月1日   | Windows 98 - XP        | コーエー       | コーエー       | CD-ROM                             | -                              | PC-9801版の移植 | [ 2 ] [ 3 ] [ 4 ] [ 5 ] |
| 11  | コーエー定番シリーズ 維新の嵐           | 2005年7月29日  | Windows 98 - XP        | 光栄           | 光栄           | CD-ROM                             | KOEI-21763                     | 廉価版          | [ 6 ] [ 7 ] [ 8 ]       |
| 12  | シブサワ・コウ アーカイブスパック Vol.4 | 2017年3月22日  | Windows 7/8.1/10       | コーエーテクモ | コーエーテクモ | ダウンロード (Steam)               | -                              |                 | [ 9 ] [ 10 ] [ 11 ]     |

### PC-8801版以降

#### 概要
1989年にPC-8801、MSX2、さらにファミリーコンピュータ等の家庭用ゲーム機などで発売された。「維新の嵐ハンドブック」はこちらのPC-8801版準拠であり、PC-9801版については専用ハンドブックは発売されなかった。PC-8801版ハンドブック巻末に両者の違いなどについて数ページ触れられているのみである。
PC-8801版以降のものについては、PC-9801版の国外思想が、それぞれ先進性の高さによって要人の目的が、更に2通りに細分される。先進性がそれぞれ、尊王要人100以上、公議要人90以上、佐幕要人115以上で目的が変化する。
|          | 先進性が低い | 先進性が高い |
| -------- | ------------ | ------------ |
| 尊王思想 | 勤皇         | 倒幕         |
| 公議思想 | 雄藩連合     | 大政奉還     |
| 佐幕思想 | 幕権強化     | 公武合体     |

PC-98版の「レベル」は、PC-88版以降では「先進性」と「身分」に分離されている。「先進性」はプレイヤー要人よりも先進性の高い要人と面会したり、学問所（蘭学）や海軍伝習所で学ぶことでアップでき、説得の際コマンドの威力を高める。一方「身分」は4段階に分かれ、自分より上の身分の人物との「面会」には制限がある。（自藩の場合で2つ上の身分まで・他藩の場合は1つ上の身分までしか面会してもらえない。ただし例えばプレイヤーが藩士の場合、ある藩の重臣の1人から信頼値40を得ればその藩の家老と面会可能となり、家老の1人から信頼値40を得ればその藩の藩主と面会可能となる）。身分が低い要人は藩全体に影響を与えるのに手間がかかる。将軍・天皇には面会や説得そのものが不可能で、幕府や朝廷の行動方針や人事にプレイヤーが介入することはできない。各藩の家老（老中・大臣）・重臣（奉行・議奏）の定員はPC-98版とPC-88版では異なる。
|      | 定員1名 | 定員2(3)名 | 定員3(5)名 | 人数制限なし |
| ---- | ------- | ---------- | ---------- | ------------ |
| 雄藩 | 藩主    | 家老       | 重臣       | 藩士         |
| 幕府 | 将軍    | 老中       | 奉行       | 幕臣         |
| 朝廷 | 天皇    | 大臣       | 議奏       | 朝臣         |

これらの身分以外に雄藩･幕府･朝廷のいずれにも属しない身分である志士・海援隊・新撰組といった身分も存在する（イベントで海援隊が結成された場合の坂本龍馬は家老と同クラス、その他の海援隊メンバーは重臣と同クラス。新撰組のうち近藤勇は家老、土方歳三は重臣と同クラスの扱いになっている）。
PC-88版でも藩主を心服させれば藩政を掌握できるが、藩政実行（藩政コマンド入力）は1ヶ月に1回、月の変わり目のみであり、要人の身分の変更はこの藩政コマンドでしか行えないため時間がかかり、藩士が家老になるには2回の藩政実行が必要となる。雄藩所属以外の要人は幕府や朝廷の人事にプレイヤーが介入できないため身分の変更そのものが不可能である。このため、雄藩所属以外の要人でのプレイは身分の上昇ができず難易度が高い。

#### ゲーム内容
説得活動や武力を用いて17の雄藩の国体思想（「尊王」・「公議」・「佐幕」の3種類）をプレイヤー要人と同じ思想に統一することを目標とする。
なお、各思想には先進性の高低による目的の違いがあるが、そこまで統一する必要はない。ただし、全雄藩の間でどちらの目的の藩が多かったによってエンディングが異なる。
なお、尊王と公議思想の場合には、江戸城第一部隊を撃破すれば武力討幕を果たしたことになり、別のエンディングが流れる。
合計で7種類のエンディングが存在する。
次の場合にはゲームオーバーとなる。
- プレイヤー要人が死亡したとき。
- プレイヤー要人の思想（尊王・公議・佐幕）が転向させられたとき。
- ゲーム内時間で明治9年12月30日になっても勝利条件を達成できない場合。

#### PC-98版との差異
PC-88版にはPC-98版にある「長州の攘夷実行」シナリオがなく、「新時代の幕開け」・「明治維新の戦乱」シナリオもゲーム開始年月日が違う。また各種パラメータや全国マップも簡略化されている。さらにゲーム中に登場する藩が全て雄藩（17藩）のみで、小・中規模の藩がなく、存在する施設の数も少ない。雄藩の藩論は、藩主、家老、重臣の思想により決定される（藩士の思想は無関係）が、誰の思想が最も重い比率となっているかは藩によって異なり、藩主の思想≒その藩の藩論となっている藩では藩主さえ説得すればほぼ藩論を変えることができるが、家老・重臣たちの影響力が強く設定されている藩では藩主の思想と藩論が一致しないこともあり、この場合は家老・重臣たちを何人も思想転換させていかないと藩論が変わらない。PC-98版ではプレイヤーが佐幕思想の場合の長州藩・プレイヤーが尊王思想の場合の会津藩という2例については説得による藩論転換が不可能であるため武力征伐するしかないが、PC-88版ではどの藩に対しても説得による藩論転換が可能である。
PC-88版に存在する藩は具体的には次の通りとなっている。
- 薩摩（島津） - 公議（シナリオ2は尊王）
- 熊本（細川） - 尊王（シナリオ2は佐幕）
- 佐賀（鍋島） - 公議
- 長州（毛利） - 尊王
- 芸州（浅野） - 尊王
- 土佐（山内） - 公議
- 宇和島（伊達） - 公議
- 彦根（井伊） - 佐幕
- 桑名（松平） - 佐幕
- 尾張（徳川） - 公議
- 福井（松平） - 公議
- 水戸（徳川） - 尊王
- 会津（松平） - 佐幕
- 長岡（牧野） - 佐幕
- 米沢（上杉） - 佐幕
- 仙台（伊達） - 佐幕
- 盛岡（南部） - 佐幕

また登場人物も少なくなっており、要人についての差異は以下のようなものがある。
- プレイヤーが操作できる同志要人（PC-98版での「同志」とは意味が異なり、PC-98版での「ユーザー要人」に相当する。PC-98版での「同志」に相当するものは存在しない。）の数が5人までという制限がある。
- 「河井継之助（長岡藩家老）」「岩倉具視（朝臣）」でプレイできない。
- 「学者」や「町人」に対しては「面会」でその要人の考えを訊くことしかできず、「説得」ができないため思想を転換させたり同志にしたりはできない。「天皇」「将軍」はPC-98版ではゲームクリア条件に関係したが、PC-88版では存在しているだけでプレイヤーが直接関わる機会はない。
- 説得のアクションゲームがコマンド選択式に変更されている（「プレイステーション版」と「セガサターン版」ではカードバトル式）。
- チャンバラのアクションゲームをコマンド選択式に変更になっている。
- プレイヤー要人が死亡した場合、あるいは思想転換させられてしまった場合はゲームオーバー。（同志要人がいても引き継いでプレイすることはできない）
- 海援隊結成に必要な条件はPC-98版と同じである。PC-98版に比べ容易に結成できるのだが、しかし結成の効果はメンバーの身分が上がるだけで、PC-98版に比べてその有難味やメリットが薄れている。またPC-98版では坂本龍馬が「ユーザー要人」でも海援隊が結成できたのに対し、PC-88版では坂本龍馬が「プレイヤー要人」でなければ結成できない。
- 要人の能力値として「精神力」が存在し（PC-98版での説得時の「気合い」に近い）この数値が高いと「説得」「戦闘」が有利となる。「精神力」は「説得」「戦闘」で消費されるが、「飯屋」「宿屋」「医者」「遊郭」での特別命令と、「名勝」を眺めることにより回復が可能である。最大値は要人の持つ「体力」と同じ数値である。
- PC-98版では要人の持つ「体力上限値」は要人それぞれの固定の数値で上昇させられないが、PC-88版ではどの要人でも「飯屋」「宿屋」「医者」にて200まで上げることができる。
- 要人の「精神力」を、眺めるだけで（グラフィックが表示される）金0両（無料）にて「体力上限値」まで回復することの出来る「名勝」は10箇所存在する。「箱館五稜郭」「松島」「清水の富士」「琵琶湖」「天橋立」「那智の滝」「厳島」「土佐の太平洋」「阿蘇山」「桜島」である。

また16ビット機であるX68000版およびFM TOWNS版では、8ビット機版をベースにグラフィックと音楽がパワーアップされ、若干のコマンドと要素を追加したものになっている。セガサターン版、プレイステーション版でも32ビットゲーム機のグラフィックなどのリメイクが行われさらに若干ゲームシステムが異なる。戦闘シーンはPC-98版と同じく連打によるアクション性の強いものとなっている。説得シーンはカードバトルである。また、プレイできる人物が多少変化し、プレイステーション版の「佐幕」陣営に、小栗忠順がカットされて、代わって「一橋慶喜（老中）」に変更されている。ただし将軍就任のイベントは発生せず、15代将軍徳川慶喜（将軍）になることはできない。

#### PC-88版以降のシナリオ
シナリオは2編で、それぞれのシナリオでプレイヤーとして選択可能な要人と初期状態での身分は次の通りである。
シナリオ1　新時代の幕開け　安政5年（1858年）6月19日
尊王思想　
- 西郷隆盛（薩摩藩士）
- 桂小五郎（長州藩士）
- 吉田松陰（長州藩士）

公議思想
- 坂本龍馬（土佐藩士）
- 勝海舟（幕臣）
- 島津斉彬（薩摩藩主）

佐幕思想
- 小栗忠順（奉行）
- 松平容保（会津藩主）
- 井伊直弼（彦根藩主）

シナリオ2　明治維新の戦乱　文久3年（1863年）5月10日
尊王思想
- 西郷隆盛（薩摩重臣）
- 桂小五郎（長州重臣）
- 高杉晋作（長州藩士）

公議思想
- 坂本龍馬（志士）
- 勝海舟（奉行）
- 松平慶永（福井重臣）

佐幕思想
- 小栗忠順（奉行）
- 松平容保（会津藩主）
- 近藤勇（新撰組）

## 音楽
サウンドトラック
- 維新の嵐 H29E-20004
- 光栄オリジナルBGM集Vol.3 三國志II/維新の嵐 KECH-1001

## 評価
ファミリーコンピュータ版
ゲーム誌『ファミコン通信』の「クロスレビュー」では合計25点（満40点）、ゲーム誌『ファミリーコンピュータMagazine』の読者投票による「ゲーム通信簿」での評価は以下の通りとなっており、18.29点（満30点）となっている。また、同雑誌1991年5月10日号特別付録の「ファミコンロムカセット オールカタログ」では、本作の目的が陣取り合戦ではなく思想の統一を目指すという内容である事に対して「異色シミュレーション」と指摘し、要人に会い思想を伝えるために説得するシステムに関して「玄人ごのみのゲームである」と肯定的に評価した。
| 項目 | キャラクタ | 音楽 | 操作性 | 熱中度 | お買得度 | オリジナリティ | 総合  |
| 得点 | 3.24       | 3.12 | 3.00   | 3.17   | 2.55     | 3.21           | 18.29 |
セガサターン版
ゲーム誌『ファミ通』の「クロスレビュー」では合計23点（満40点）となっている。
PlayStation版
ゲーム誌『ファミ通』の「クロスレビュー」では合計26点（満40点）となっている。